# كارل ييني
كارل ييني (بالإنجليزية: Karl Yune)‏ هو ممثل أمريكي، ولد في 16 أبريل 1975 بواشنطن العاصمة في الولايات المتحدة.

## أعمال

### أفلام
- (2004)  وهانت لالأوركيد الدم
- (2005) مذكرات فتاة الغيشا[2]
- (2011) فولاذ حقيقي[3]
- (2015) الدعوة

## وصلات خارجية
- كارل ييني على موقع IMDb (الإنجليزية)
- كارل ييني على موقع قاعدة بيانات الأفلام العربية
- كارل ييني على موقع ألو سيني (الفرنسية)
- كارل ييني على موقع أول موفي (الإنجليزية)
- كارل ييني على موقع قاعدة بيانات الأفلام السويدية (السويدية)
- كارل ييني على موقع قاعدة بيانات الفيلم (الإنجليزية)
- كارل ييني على موقع كينوبويسك (الروسية)